# Романцов, Александр Иванович
Алекса́ндр Ива́нович Романцо́в (23 февраля 1948, Ленинград — 6 декабря 2005, Санкт-Петербург) — советский и российский актёр театра и кино, заслуженный артист России (1994).

## Биография
Александр Романцов родился 23 февраля 1948 года.
В 1970 году окончил Ленинградский институт театра, музыки и кинематографа (курс Рубена Агамирзяна). В том же 1970 году был приглашён в труппу театра имени В. Ф. Комиссаржевской, где был занят в спектаклях: «Лев Гурыч Синичкин» (драматург Борзиков), «Принц и нищий» (Гэмфри), «Продавец дождя» (Джим).
В 1974 году перешёл в Ленинградский Малый драматический театр и сыграл Джеффри во «Вкусе мёда», Ипполита в «Не всё коту масленица», Лесничего в «Разбойнике».
В труппе БДТ имени М. Горького (с 1989 г. — имени Г. А. Товстоногова) с 16 октября 1980 года. Дебют в БДТ — роль Офицера войск противника в спектакле «Оптимистическая трагедия» — стала удачной. Критики отмечали хорошие актёрские данные Романцова, правильное понимание особенностей нового для него театра.
В последующие годы играл в следующих спектаклях: «Кроткая» (Ефимович), «Тихий Дон» (сотник), «Перечитывая заново» (лейтенант Корн), «Последний посетитель» (Ермаков), «Театр времен Нерона и Сенеки» (Сенека), «Визит старой дамы» (художник), «Пиквикский клуб» (Перкер), «Истинный запад» (Остин).
Среди последних работ Абибо в «Солнечной ночи», Шуйский в «Борисе Годунове» и два спектакля по пьесе У. Шекспира «Макбет». В постановке Темура Чхеидзе (БДТ) у Сейтона, «оруженосца Макбета», всего несколько реплик. Тенью ходит за Макбетом Сейтон — верный слуга, служащий рефлексией короля.
В театре «Приют комедианта» в спектакле, премьера которого состоялась в марте 2002 года (постановка Михаила Елисеева в рамках программы поддержки молодых начинающих режиссёров), Романцов сыграл Макбета.
Александр Романцов снимался в кино с 1971 года и сыграл более 50 ролей. Первой его большой ролью стала роль князя Феликса Юсупова в фильме Элема Климова «Агония» (1974). Однако на экраны эта картина вышла только в 1981 году. Затем актёр снялся в фильмах «Дублер начинает действовать» (1983), «Приключения Шерлока Холмса и доктора Ватсона: Двадцатый век начинается» (1986), «Васька» (1989), «Бумажные глаза Пришвина» (1989), «Враг народа Николай Бухарин» (1990), «Царская охота» (1990), «Опыт бреда любовного очарования» (1991), «Жизнь с идиотом» (1993), «Операция „С Новым годом!“» (1996), «Содержанка» (1998), «Ключи от смерти» (2000), в телесериалах «Улицы разбитых фонарей» («Менты») (1998), «Что сказал покойник» (1998), «Легенда о Тампуке» (2004), «Бандитский Петербург» (2003—2005). В сериале «Чёрный ворон» (2001) Александр Романцов создал ключевой образ советского теневого дельца Шерова, ставший наиболее продолжительной по хронометражу и одной из самых запоминающихся его экранных работ.
Помимо работы в театре и кино, занимался преподавательской деятельностью — педагог Академии театрального искусства (ГАТИ) с 1988 года.
Был участником театрального содружества «Четвёртая стена», созданного в Ленинграде Вадимом Жуком (Б. Смолкин, C. Лосев и др.).
Скончался после продолжительной болезни 6 декабря 2005 года, похоронен на Северном кладбище Санкт-Петербурга.

## Семья
Жена — Тамара Александровна Романцова (в девичестве Копыльцова)
- Сын — Роман Александрович Романцов (род. 1975), в 1999 году окончил Санкт-Петербургскую академию театрального искусства, актер и продюсер.

## Фильмография
- 1970 — Ференц Лист. Грёзы любви (СССР, Венгрия) — Россини (нет в титрах)
- 1971 — На даче (короткометражный) — отдыхающий в парке
- 1971 — Прощание с Петербургом — Василий, реалист, (роль озвучил другой артист)
- 1974 — Агония — князь Феликс Феликсович Юсупов
- 1976 — Бабье царство — лакей Мишенька
- 1977 — Фронт за линией фронта — Алик-Аллерт
- 1979 — Инженер Графтио — Дима, секундант на дуэли, участник патруля с Графтио
- 1979 — Отелло — Яго, (поёт Александр Ворошило)
- 1979 — Незнакомка — Бледный, Незнакомец / Костя
- 1980 — Я — актриса — Зилотти
- 1980 — Кое-что из губернской жизни
- 1981 — Мегрэ и человек на скамейке — инспектор полиции Неве
- 1981 — 20 декабря — глава подпольного центра
- 1981 — Похищение чародея — Готфрид фон Гольм
- 1982 — Фитиль № 241 (короткометражный)
- 1982 — Никколо Паганини (СССР, Болгария) — польский скрипач Кароль Лепински
- 1983 — Два гусара
- 1983 — Дублёр начинает действовать — инженер Пётр Крошкин
- 1985 — Документ Р — Тим Нордквист, начальник охраны военного объекта
- 1985 — Не имеющий чина — Булахов, начальник читинской жандармерии
- 1986 — Сказка за сказкой — Генерал
- 1986 — Последняя дорога — кавалергард
- 1986 — Приключения Шерлока Холмса и доктора Ватсона: Двадцатый век начинается — министр по европейским делам сэр Трелони Хоуп
- 1987 — Залив счастья — Николай Николаевич Муравьёв
- 1987 — Подъезд с атлантами
- 1987 — Везучий человек — Мишин, мастер участка
- 1988 — Побег — Мартин Ферн
- 1989 — Бумажные глаза Пришвина — Павел Пришвин
- 1989 — Фуфло — Бурмакин
- 1989 — Васька — инженер Николай Николаевич Бибиков
- 1989 — Не сошлись характерами — Поль
- 1990 — Царская охота (СССР, Италия, Чехословакия) — Шешковский
- 1990 — Мать Иисуса — Римлянин
- 1990 — История болезни (короткометражный) — врач/генерал/комиссар
- 1990 — Враг народа — Бухарин — Николай Иванович Бухарин
- 1991 — Ангелы поднебесья — Крайслер
- 1991 — Опыт бреда любовного очарования — Главврач
- 1991 — Носорог — Жан
- 1991 — Не входи, убьёт!
- 1992 — Ричард II — Ричард II
- 1992 — Дымъ (Россия, ФРГ) — Ратмиров
- 1993 — Жизнь с идиотом — «Я»
- 1996 — Операция «С Новым годом!» — профессор
- 1998 — Улицы разбитых фонарей — следователь Валентин Орловский (серии «Страховочный вариант», "Операция «Чистые руки», 1 сезон)
- 1998 — Содержанка (короткометражный)
- 1999 — Что сказал покойник — Питер
- 2000 — Сиреневые сумерки — профессор
- 2000 — Воспоминания о Шерлоке Холмсе — Трелони Хоуп, министр по европейским делам
- 2001 — Чёрный ворон — Вадим Анатольевич Шеров, после «гибели» стал Вадим Анатольевич Шаров, (в титрах — Александр Романцев)
- 2001 — Ключи от смерти — Забузов
- 2001 — Северное сияние — преподаватель ВУЗа
- 2001 — Двух гениев полёт (документальный) — Гоголь и Достоевский
- 2002 — Экспресс Петербург-Канны
- 2003 — Бандитский Петербург. Фильм 4. Арестант — банкир Николай Иванович Наумов
- 2003 — Бандитский Петербург. Фильм 6. Журналист — банкир Николай Иванович Наумов
- 2004 — Легенда о Тампуке — криминальный авторитет Артур Александрович Кнабаух по кличке «Мозг»
- 2004 — Честь имею — Митенька
- 2005 — Бандитский Петербург. Фильм 7. Передел — банкир Николай Иванович Наумов

## Награды
- Заслуженный артист России (1994 год).
- Специальное упоминание жюри кинофестиваля «Созвездие» (1999) за лучшую эпизодическую роль, фильм «Что сказал покойник».